# Сержант-майор Корпусу морської піхоти США

Нашивка сержант-майора армії США

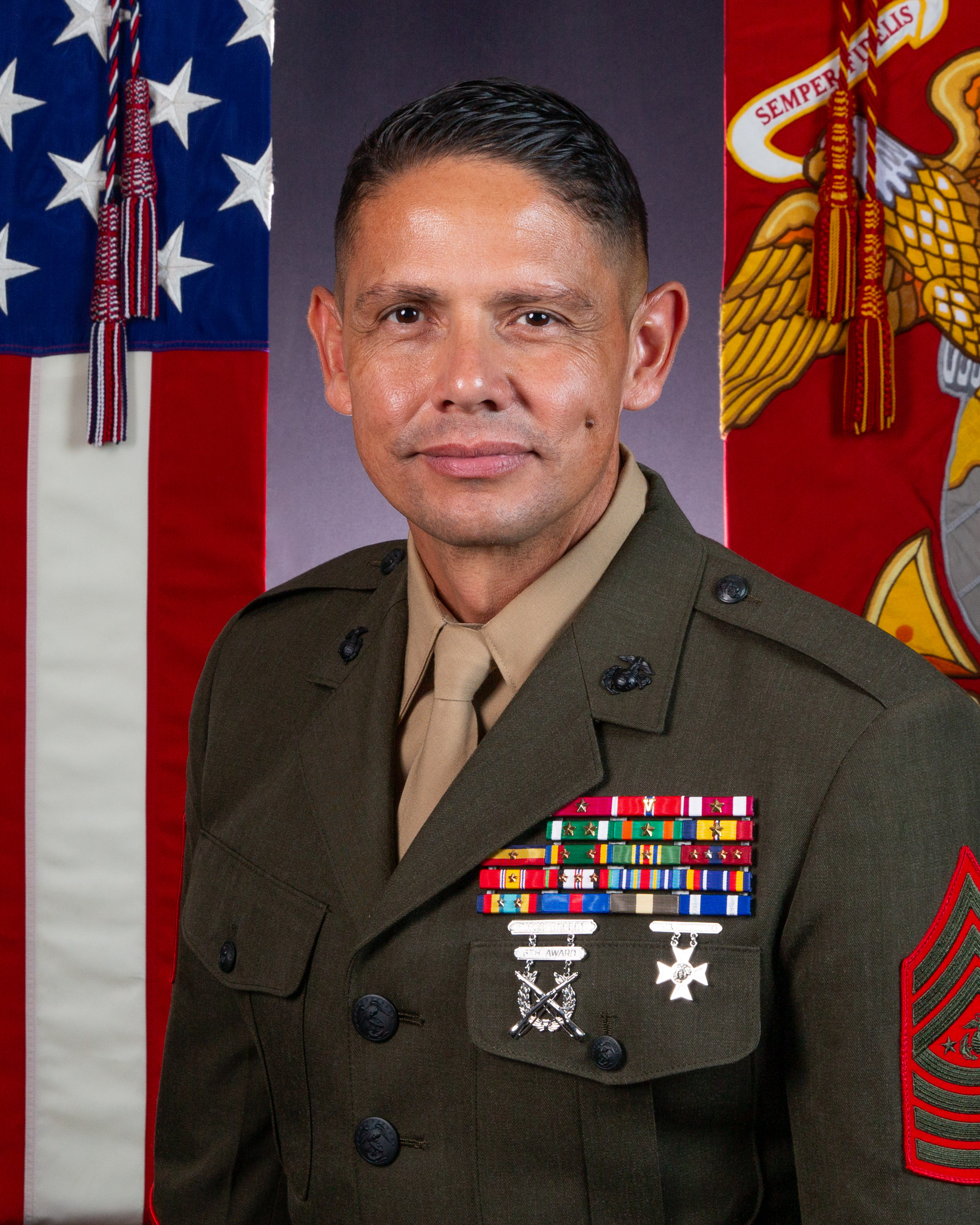
Діючий сержант-майор Корпусу морської піхоти США Карлос А. Руіз

Сержа́нт-майо́р Ко́рпусу морсько́ї піхо́ти США (англ. Sergeant Major of the Marine Corps) — найвище військове звання сержантського складу Корпусу морської піхоти США в Збройних силах країни. У Корпусі морської піхоти це звання належить до дев'ятого ступеня військової ієрархії (E-9) поруч з військовими званнями сержант-майора та майстер комендор-сержант.
У Корпусі морської піхоти США це військове звання має лише один військовослужбовець серед сержантів, якій є офіційним представником усіх солдатів та сержантів перед вищим командуванням — у тому числі Комендант Корпусу морської піхоти США.
У Збройних силах США це звання дорівнює званням:
- сержант-майор армії США — в армії США,
- сержант-майор ВПС США — у ВПС країни,
- Майстер чіф-петті офіцер ВМС США — у ВМС країни,
- майстер чіф-петті офіцер Берегової охорони США — в Береговій охороні.